# Покровська волость (Ананьївський повіт)
Покровська волость — історична адміністративно-територіальна одиниця Ананьївського повіту Херсонської губернії.
Станом на 1886 рік складалася з 12 поселень, 12 сільських громад. Населення — 3200 осіб (1590 чоловічої статі та 1610 — жіночої).
|                     | Площа, десятин | У тому числі орної, дес. |
| ------------------- | -------------- | ------------------------ |
| Сільських громад    | 6531           | 4533                     |
| Приватної власності | 41353          | 13461                    |
| Казенної власності  | —              | —                        |
| Іншої власності     | 350            | 270                      |
| Загалом             | 48234          | 18264                    |

Найбільші поселення волості:
- Покровське (Малатовічева) — колишнє власницьке містечко при річці Чичиклія за 130 верст від повітового міста, 864 особи, 186 дворів, православна церква, земська станція, лавка, постоялий двір.
- Олександрівка (Веселинова, Іллінка) — колишнє власницьке село при річці Чичиклія, 26 осіб, 23 двори, 2 лавки.
- Ганнівка — колишнє власницьке село при річці Чичиклія, 66 осіб, 14 дворів, земська станція.
- Дмитрівка — колишнє власницьке село при річці Буг, 339 осіб, 67 дворів, православна церква.
- Чичиклія — колишнє власницьке село при річці Чичиклія, 453 особи, 92 двори, лавка.